# Mauritius International 2004
Die Mauritius International 2004 im Badminton fanden als offene internationale Meisterschaften von Mauritius vom 14. bis zum 17. April 2004 in Beau Bassin-Rose Hill statt.

## Austragungsort
- Stadium Badminton Rose Hill, National Badminton Centre, Duncan Taylor Street

## Sieger und Platzierte
| Disziplin    | Gold                          | Silber                             | Bronze                              |
| ------------ | ----------------------------- | ---------------------------------- | ----------------------------------- |
| Herreneinzel | Abhinn Shyam Gupta            | Nikhil Kanetkar                    | Jürgen Koch                         |
| Herreneinzel | Abhinn Shyam Gupta            | Nikhil Kanetkar                    | Jan Fröhlich                        |
| Dameneinzel  | Ling Wan Ting                 | Jiang Yanmei                       | Li Li                               |
| Dameneinzel  | Ling Wan Ting                 | Jiang Yanmei                       | Tatiana Vattier                     |
| Herrendoppel | Keita Masuda Tadashi Ohtsuka  | Liu Kwok Wa Albertus Susanto Njoto | Stewart Carson Dorian James         |
| Herrendoppel | Keita Masuda Tadashi Ohtsuka  | Liu Kwok Wa Albertus Susanto Njoto | José Antonio Crespo Sergio Llopis   |
| Damendoppel  | Li Yujia Jiang Yanmei         | Louisa Koon Wai Chee Li Wing Mui   | Shinta Mulia Sari Xing Aiying       |
| Damendoppel  | Li Yujia Jiang Yanmei         | Louisa Koon Wai Chee Li Wing Mui   | Judith Baumeyer Fabienne Baumeyer   |
| Mixed        | Lee Yen Hui Kendrick Li Yujia | Liu Fan Frances Denny Setiawan     | Shama Aboobakar Stephan Beeharry    |
| Mixed        | Lee Yen Hui Kendrick Li Yujia | Liu Fan Frances Denny Setiawan     | Grace Daniel Greg Orobosa Okuonghae |